# 안드레아스 추 라이닝겐 후자

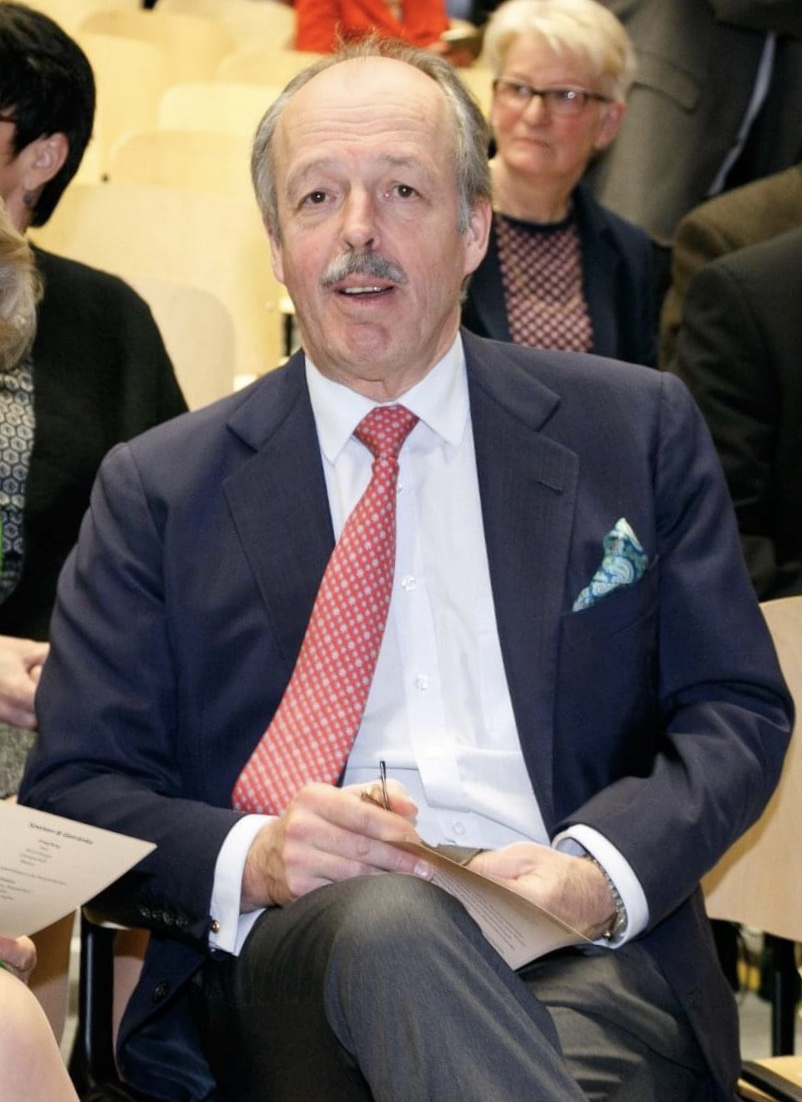
안드레아스 추 라이닝겐 후자

라이닝겐 후자 안드레아스(Andreas, 8th Prince of Leiningen, 1955년 11월 27일 ~ )는 독일의 기업인으로 라이닝겐가의 수장이다.